# 薩氏號
萨克斯号，是一系列铜管乐器，源於比利时，由比利時樂器製造家阿道夫·薩克斯（Adolf Sax）於1842年至1845年間在巴黎設計製造。 萨克斯号的種類由低音到髙音， 其中的中音及低音萨克斯号最常見。

## 外觀

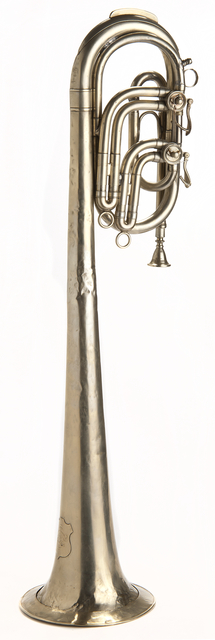
薩氏號

薩氏號音管之比例與翼號（Bugle）族樂器雷同，寬徑圓錐管配以突張之喇叭口，按鍵則裝置於近窄徑音管之尾端。設計上，窄管（圓柱管）所占之比例較少，俾使剩餘之音管，可作無中斷之錐形擴張。1844年，薩克斯自造樂器之音管，作圈環排列，然1848年，卡斯特納（Kastner）所繪之薩氏號，其喇叭口已如同低音號一般，俱呈聳直朝上狀，如今，所有薩氏號，除降E高音及降B上中音兩種樂器呈小號狀外，其餘皆似低音號，亦即低音號之外形為其基本標準型。與細管上低音號、中音號、柔音號系列不同的是，薩氏號被設計成整個系列擁有相近且連貫的音色，而不是相近的管型。

## 調性
薩氏號包含降B超高音、降E高音、降B上中音、降A上中音、降E下中音、三活塞降B上低音、四活塞降B低音、降E倍低音及降B倍低音等樂器。

## 音色
一般來說，當同一件銅管樂器演奏越高音時，音色會漸趨尖銳，如：中音號演奏高音時，並無法與管徑類似的柔音號的低音相銜接。薩氏號的設計即根據不同音域調整管徑，讓高音的薩氏號擁有較柔和的音色，使整個系列可以猶如鍵盤樂器一般互相銜接涵蓋整個音域。